# Xhulio Jaupi
Xhulio Jaupi (sinh 30 tháng 9 năm 1992 ở Dragot, Elbasan) là một cầu thủ bóng đá Albania hiện tại thi đấu cho KF Elbasani ở Kategoria Superiore.

## Danh hiệu
KF Elbasani
- Giải bóng đá hạng nhất quốc gia Albania (1): 2013-14